# Сотников, Александр Васильевич
Александр Васильевич Сотников (12 апреля 1914, Саратов — 15 февраля 1970, Москва) — советский архитектор.

## Биография
Родился 12 апреля 1914 года в Саратове в семье рабочего-железнодорожника. В 1933—1939 годах учился в Ленинграде на архитектурном факультете Института живописи, скульптуры и архитектуры. Дипломная работа — «Курзал» (руководитель Л. В. Руднев, оценка «отлично»).
После окончания института переехал в Москву. Принимал участие в Великой Отечественной войне, в 1942 году был ранен в Ржевской битве.
В Москве А. В. Сотников работал вначале в Сельхозстройпроекте Наркомзема. Окончив в 1947 году институт аспирантуры Академии архитектуры СССР, до 1952 года преподавал в Строительном институте Моссовета. С 1952 года и до конца жизни работал в Научно-исследовательском и проектном институте Генерального плана города Москвы. Руководил мастерской № 3.
Автор проектов жилых домов, МТС, посёлков, совхозов, кинотеатров. В соавторстве со скульптором А. С. Кондратьевым выполнил архитектурную часть ряда памятников, среди которых памятник А. И. Колдунову в Монастырщине (1950), памятник Черепановым в Нижнем Тагиле (1956), памятник С. М. Кирову в Пятигорске (1959). Был в числе авторов Генерального плана Москвы. Соавтор схемы районной планировки Москвы и Московской области, проектов планировки и застройки районов Волхонка-ЗИЛ, Северные Черёмушки, генерального плана района Кунцево, конкурсного проекта застройки экспериментального района. Работал над вопросами организации отдыха жителей Москвы и области и развития лесопаркового защитного пояса. Принимал участие в проектировании центра Ялты.
Член Союза архитекторов СССР с 1943 года. Член КПСС с 1945 года. Член бюро секции монументально-прикладного искусства Московского отделения Союза архитекторов. Председатель бюро секции Союза архитекторов НИиПИ Генерального плана Москвы. Член правления Центрального дома архитектора.
Умер 15 февраля 1970 года. Похоронен на Ваганьковском кладбище (участок 58).